# كاثرين هندريش
كاثرين هندريش (مواليد 6 أبريل 1992) هي لاعبة كرة قدم ألمانية تلعب في مركز الدفاع في نادي فولفسبورغ.

## روابط خارجية
- كاثرين هندريش على موقع الاتحاد الدولي (مؤرشف)  (الإنجليزية)
- كاثرين هندريش على موقع الاتحاد الأوربي (الإنجليزية)
- كاثرين هندريش على موقع قاعدة بيانات كرة القدم.إي يو (الإنجليزية)
- كاثرين هندريش على موقع بيانات كرة القدم. دي إي (الألمانية)
- كاثرين هندريش على موقع Soccerway.com (الإنجليزية)
- كاثرين هندريش على موقع عالم كرة القدم.نت (الإنجليزية)
- كاثرين هندريش على موقع اللجنة الأولمبية الدولية (الإنجليزية)
- كاثرين هندريش على موقع أوليمبيديا (الإنجليزية)
- كاثرين هندريش على موقع اللجنة الأولمبية الألمانية (الألمانية)